# دنبینه (شهرستان لوبارتوف)
دنبینه (به لهستانی:  Dębiny) یک روستا در لهستان است که در ابرامو، بخش لوبارتاو واقع شده‌است. دنبینه ۳۶۵ نفر جمعیت دارد.